# Jardres
Jardres és un municipi francès situat al departament de la Viena i a la regió de la Nova Aquitània. L'any 2007 tenia 1.050 habitants.

## Demografia

### Població
El 2007 la població de fet de Jardres era de 1.050 persones. Hi havia 378 famílies de les quals 60 eren unipersonals (28 homes vivint sols i 32 dones vivint soles), 129 parelles sense fills, 169 parelles amb fills i 20 famílies monoparentals amb fills.
La població ha evolucionat segons el següent gràfic:
Habitants censats

### Habitatges
El 2007 hi havia 410 habitatges, 394 eren l'habitatge principal de la família, 10 eren segones residències i 6 estaven desocupats. 403 eren cases i 5 eren apartaments. Dels 394 habitatges principals, 339 estaven ocupats pels seus propietaris, 49 estaven llogats i ocupats pels llogaters i 6 estaven cedits a títol gratuït; 2 tenien una cambra, 9 en tenien dues, 37 en tenien tres, 114 en tenien quatre i 232 en tenien cinc o més. 331 habitatges disposaven pel capbaix d'una plaça de pàrquing. A 125 habitatges hi havia un automòbil i a 257 n'hi havia dos o més.

### Piràmide de població
La piràmide de població per edats i sexe el 2009 era:
| Homes | Edats   | Dones |
| ----- | ------- | ----- |
| 0     | 95 o +  | 0     |
| 0     | 90 a 94 | 0     |
| 4     | 85 a 89 | 4     |
| 4     | 80 a 84 | 0     |
| 4     | 75 a 79 | 4     |
| 12    | 70 a 74 | 8     |
| 20    | 65 a 69 | 32    |
| 28    | 60 a 64 | 28    |
| 28    | 55 a 59 | 32    |
| 64    | 50 a 54 | 28    |
| 36    | 45 a 49 | 40    |
| 28    | 40 a 44 | 32    |
| 48    | 35 a 39 | 48    |
| 32    | 30 a 34 | 32    |
| 24    | 25 a 29 | 40    |
| 36    | 20 a 24 | 16    |
| 16    | 15 a 19 | 20    |
| 24    | 10 a 14 | 20    |
| 44    | 5 a 9   | 24    |
| 32    | 0 a 4   | 16    |

## Economia
El 2007 la població en edat de treballar era de 695 persones, 500 eren actives i 195 eren inactives. De les 500 persones actives 469 estaven ocupades (249 homes i 220 dones) i 31 estaven aturades (10 homes i 21 dones). De les 195 persones inactives 70 estaven jubilades, 80 estaven estudiant i 45 estaven classificades com a «altres inactius».

### Ingressos
El 2009 a Jardres hi havia 412 unitats fiscals que integraven 1.124,5 persones, la mediana anual d'ingressos fiscals per persona era de 18.508 €.

### Activitats econòmiques
Dels 48 establiments que hi havia el 2007, 3 eren d'empreses extractives, 1 d'una empresa alimentària, 3 d'empreses de fabricació d'altres productes industrials, 4 d'empreses de construcció, 17 d'empreses de comerç i reparació d'automòbils, 3 d'empreses de transport, 2 d'empreses d'hostatgeria i restauració, 4 d'empreses financeres, 2 d'empreses immobiliàries, 2 d'empreses de serveis, 2 d'entitats de l'administració pública i 5 d'empreses classificades com a «altres activitats de serveis».
Dels 9 establiments de servei als particulars que hi havia el 2009, 3 eren tallers de reparació d'automòbils i de material agrícola, 1 guixaire pintor, 1 fusteria, 1 lampisteria, 1 electricista, 1 perruqueria i 1 restaurant.
Dels 4 establiments comercials que hi havia el 2009, 1 era un supermercat, 1 una fleca, 1 una botiga de roba i 1 una botiga d'equipament de la llar.
L'any 2000 a Jardres hi havia 16 explotacions agrícoles que ocupaven un total de 1.248 hectàrees.

## Equipaments sanitaris i escolars
El 2009 hi havia una escola elemental integrada dins d'un grup escolar amb les comunes properes formant una escola dispersa.

## Poblacions més properes
El següent diagrama mostra les poblacions més properes.